# 宝塚市立山手台中学校
宝塚市立山手台中学校（たからづかしりつやまてだいちゅうがっこう）は、兵庫県宝塚市にある公立中学校である。創立記念日は11月22日である。

## 沿革

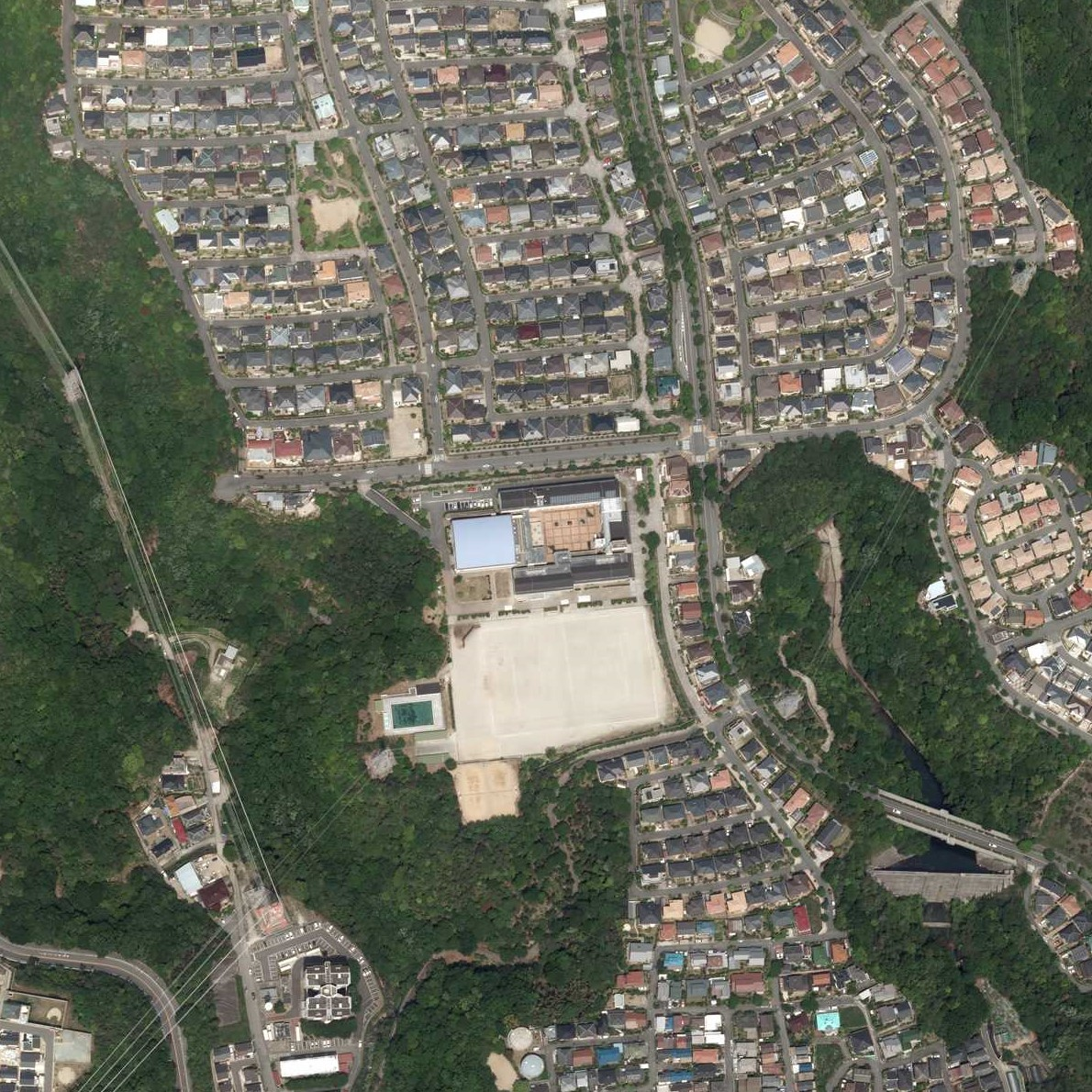
2012年の山手台中学校周辺を空撮したもの。国土地理院の 地図・空中写真閲覧サービス を基に作成。

阪急不動産が、いわゆるバブル景気と呼ばれる1980年代後半から1990年代前半に宝塚市の山手台へ不動産事業を展開した。その捉販としての役割を担うべく、宝塚市へアプローチをかけ誕生した公立校が山手台小学校、山手台中学校である。
開校した1994年4月時点で、生徒は1・2年生123名の4学級、教職員16名で、宝塚市の12番目の中学校として開校した。バブル崩壊により山手台の地価が下がるも、依然150人前後の生徒数であった。2006年ごろから再び、山手台事業が再スタートしたこと、出身小学校である長尾小学校周りのマンション開発が活発化したことにより2007年度は200人近くの全校生徒となっている。2021年からは生徒数が500人を超えるようになり、2022年には全学年5クラスとなった。

### 年表
出典：
1994年（平成6年） - 市内12番目の中学校として2年生64名、1年生60名入学で開校。
1995年（平成7年） - PTA発足。第1回卒業生66名
1998年（平成10年） - トライやる・ウイーク開始
1999年（平成11年） - 特別支援学級新設。阪神中学書写教育研究大会校
2000年（平成12年） - エレベーター竣工
2007年（平成19年） - 県いじめ問題に取り組む地域連携モデル指定校（平成20年まで）
2014年（平成26年） - 防犯カメラ設置。正門完成
2015年（平成27年） - 武道場耐震工事竣工
2022年（令和4年）7月 - プレハブ校舎竣工

### 生徒数
| 年     | 生徒数 |
| ------ | ------ |
| 1994年 | 128    |
| 2007年 | 208    |
| 2010年 | 227    |
| 2012年 | 316    |
| 2014年 | 360    |
| 2016年 | 372    |
| 2018年 | 420    |
| 2020年 | 474    |
| 2022年 | 555    |

### 学級数
| 年     | 学級数 |
| ------ | ------ |
| 1995年 | 7      |
| 1999年 | 8      |
| 2000年 | 9      |
| 2011年 | 10     |
| 2012年 | 11     |
| 2014年 | 13     |
| 2016年 | 15     |
| 2018年 | 14     |
| 2020年 | 15     |
| 2022年 | 18     |

### 校長
| 代 | 年度            | 名前       |
| -- | --------------- | ---------- |
| 1  | 1994年 - 1998年 | 菊池治久   |
| 2  | 1999年 - 2002年 | 井上和幸   |
| 3  | 2003年 - 2006年 | 宮谷さちゑ |
| 4  | 2007年 - 2008年 | 永井一聡   |
| 5  | 2009年 - 2010年 | 小田貢     |
| 6  | 2011年          | 中村清己   |
| 7  | 2012年 - 2013年 | 朝井邦彦   |
| 8  | 2014年 - 2016年 | 高田功一   |
| 9  | 2017年 - 2019年 | 古川資治   |
| 10 | 2020年 - 2022年 | 吉川雅也   |
| 11 | 2023年 -        | 井川勝博   |

## 教育目標
学校教育目標　出典：
- 未来を創造するための基礎的な力を持ち、人間性豊かな生徒を育成する

- 自らが考え、自らが行動する生き生きした生徒の育成

## 校歌
山手台中学校校歌は築森元作詞、菊池治久(初代校長)補作、渡辺秀之作曲で3番まである。

## 校舎
カラフルでレンガ敷きの中庭、兵庫県で唯一規模の大きい武道場、檜板張りの教室廊下の腰板、幅5メートルの廊下、教室と廊下の仕切を可動することができるオープン教室また土でできたテニスコート(クレイコート)などがある。宝塚市内の公立小中学校で唯一校門の無い学校だったが、2014年9月に不審者が校内に侵入するという事件をきっかけに、2014年11月に2台の防犯カメラと2015年に2つの門(駐車場側と正門)が設置されることになった。2022年には生徒数の増加により教室が不足するようになり、体育館南側にプレハブ校舎が建てられた。

## 行事
年間行事　出典：
| - 4月 - 入学式、離任式 - 5月 - 生徒総会 - 6月 - 修学旅行 | - 7月 - - 8月 - - 9月 - 体育大会 | - 10月 - 文化発表会 - 11月 - - 12月 - 生徒会役員選挙 | - 1月 - - 2月 - - 3月 - 卒業式 |

## 部活動

### 運動部
- 野球部
- サッカー部
- 陸上競技部
- バスケットボール部
- 女子卓球部
- ソフトテニス部

### 文化部
- 美術部
- 吹奏楽部

## 学区
| 宝塚市 - 大字中筋(中筋字長尾山9番地を除く) - 大字中山寺切畑字長尾山7・8番地 - 山手台西1～4丁目 - 山手台東1～5丁目 - 中山寺2丁目 - 中筋山手1～7丁目 | - 山本西1丁目 - 山本中1丁目 - 山本東1丁目 - 山本台1～3丁目 - 平井1丁目 - 平井山荘 |

## 学区内の主な施設
- 中山寺

## 交通
- 阪急電鉄宝塚線山本駅より徒歩21分（1.4km）
- 阪急バス宝塚山手台二丁目バス停より徒歩2分

## 出身校
- 長尾小学校
- 山手台小学校

## 出身者
- 七彩はづき：宝塚歌劇団花組娘役

## 通学区域が隣接している学校
- 宝塚市立南ひばりガ丘中学校
- 宝塚市立長尾中学校
- 宝塚市立宝塚中学校
- 宝塚市立御殿山中学校
- 宝塚市立西谷中学校
- 宝塚市立中山五月台中学校